# Captain America: Il super soldato
Captain America: Il super soldato (Captain America: Super Soldier) è un videogioco in terza persona del 2011 sviluppato dalla Next Level Games e pubblicato dalla Sega per le console PlayStation 3, Xbox 360, Nintendo DS, Nintendo 3DS e Wii. Ne esiste anche una versione per IPhone, iPod touch ed iPad intitolata Captain America: Sentinel of Liberty. Il videogioco è ispirato al film Captain America - Il primo Vendicatore del 2011 che ha come protagonista il celebre supereroe della Marvel Comics.

## Trama
È la Seconda guerra mondiale, il mondo è minacciato dalla malvagia associazione Hydra, guidata da Teschio Rosso. Il super soldato dell'esercito americano, Captain America, combatte questa guerra senza arrendersi, per difendere il suo paese ed il resto del mondo. Ma presto lui scoprirà i segreti più oscuri dell'Hydra e la sua tecnologia super-avanzata, creata per i nazisti dallo scienziato Arnim Zola e si ritroverà a dover salvare la sua squadra di soldati super-speciali, gli Howling Commandos, dalle prigioni di Zola e Madame Hydra.

## Accoglienza
La rivista Play Generation diede alla versione per PlayStation 3 un punteggio di 57/100, apprezzando il solido sistema di combattimento ed i miliardi di oggetti da raccogliere ma come contro la trama poco avvincente, la banalità nelle parti d'azione ed il fatto che il giocatore fosse "troppo guidato" nelle sezioni a piattaforme, finendo per consigliarlo esclusivamente a chi piace impersonare Capitan America ma con il minimo indispensabile mentre per l'azione il giocatore potrà divertirsi solo per qualche ora.